# Phare de Tampa Bay Watch
Le phare de Tampa Bay Watch (en anglais : Anclote Key Light) est un phare privé situé à l'ouest de la baie de Tampa à Tierra Verde, un Census-designated place au sud de St. Petersburg dans le Comté de Pinellas en Floride.

## Histoire
Le phare de Tampa Bay Watch est inspiré du phare de Port Boca Grande et incarne l’architecture côtière traditionnelle de la Floride. Ce phare est la première aide à la navigation privée autorisée par l'United States Coast Guard en Floride au cours des 54 dernières années. Il marque l'embouchure de la baie de Tampa pour guider les plaisanciers dans les voies navigables locales.

## Description
Le phare   est une tourelle portant galerie et lanterne, centrée sur une maison carrée en bois de 13 m de haut. La maison est peinte en bleu avec des moulures blanches et la lanterne est noire.
Son feu maritime émet, à une hauteur focale de 23 m, un éclat blanc de 0.25 seconde par période de 4 secondes. Sa portée n'est pas connue.

## Caractéristiques dufeu maritime
Fréquence : 4 secondes (W)
- Lumière : 0.25 seconde
- Obscurité : 3.75 secondes

Identifiant : ARLHS : USA-1335 . 

### Lien connexe
- Liste des phares en Floride